# Ljudska mitohondrijska genetika
Ljudska mitohondrijalna genetika je studija genetike DNK sadržane u ljudskoj mitohondriji. Mitohondrije su male strukture u ćeliji koje generišu energiju za ćelijske potrebe, te se nazivaju ćelijskim „elektranama“ .
Mitohondrijska DNK (mtDNK) se ne prenosi putem nukleusne DNK (nDNK). Kod ljudi, kao i kod većine višećelijskih organizama, mitohondrijska DNK se nasleđuje jedino iz majčine jajne ćelije.
Mitohondrijsko nasleđivanje ne podleže Mendelovim zakonima, jer oni podrazumevaju da polovina genetičkog materijala oplođenog jajeta (zigota) potiče iz svakog roditelja.
Osamdeset procenata mitohondrijske DNK kodira funkcionalne mitohondrijske proteine, i stoga većina mutacija mitohondrijske DNK dovodi do funkcionalnih problema, koji se mogu manifestovati kao poremećaji mišića (miopatije). Razumevanje genetičkih mutacija koje utiču na mitohondrije može da doprinese boljem razumevanju unutrašnjeg rada ćelija i organizama, kao i da u izboru metoda za uspešno kloniranje tkiva i organa, i u razvoju tretmana i mogućih lekova za mnoge poražavajuće mišićne tegobe.

## Mitohondrijska funkcija i genom
Mitohondrijski enzimi proizvode 36 molekula ATP-a po molekulu glukoze u kontrastu sa 2 ATP molekula proizvedena glikolizom. To ih čini esencijalnim za održavanje života kod svih viših organizama. Mitohondrijske bolesti su genetički poremećaji koji se prenose putem mitohondrijske DNK, ili nukleusnom DNK koja kodira mitohondrijske komponente. Manji problemi sa bilo kojim od brojnih enzima koje mitohondrija koristi mogu da imaju poražavajuće posledice u ćeliji, i organizmu.

## Literatura
- Roberts D, Frerman F, and Kim J. (December 1996) Three-dimensional Structure of Human Electron Transfer Flavoprotein to 2.1-Å Resolution. Proc. Natl. Acad. Sci. USA. Vol. 93. (dl November 2004).
- Naviaux, Robert (1997). „The Spectrum of Mitochondrial Disease”. Exceptional Parent Magazine. 27 (8).
- Crofts, Antony R. „Biophysics 354: Biological Energy Conversions”. 1996. Архивирано из оригинала 02. 05. 2009. г. Приступљено 27. 05. 2012.. University of Illinois at Urbana-Champaign. (dl November 2004).
- Nester, Anderson, Roberts, Pearsall, Nester. Microbiology, A Human Perspective. Boston: McGraw Hill Inc; 2004.
- Mitochondrial inheritance tree Mitochondrial DNA genetics
- Broughton, Richard E.; Milam, Jami E.; Roe, Bruce A. (2001). „The Complete Sequence of the Zebrafish (Danio rerio) Mitochondrial Genome and Evolutionary Patterns in Vertebrate Mitochondrial DNA”. Genome Research. 11 (11): 1958—1967. PMC 311132 . PMID 11691861. doi:10.1101/gr.156801.. Genome Research. . (dl November 2004).
- Neuromuscular Disease Center. Washington University, St. Louis, MO; October 10, 2004. (dl November 2004).
- Montoya J, Playán A, Alcaine M, Enríquez J, Fernández-Silva P, López-Pérez M, Martinez-Azorín F, Pérez-Martos A. Societat Catalana de Neurologia. Universidad de Zaragoza. (dl November 2004).
- United Mitochondrial Disease Foundation. Pittsburgh, PA. (dl November 2004).
- Tamarin, Robert H. Principles of Genetics, Seventh Edition. New York, NY: McGraw-Hill Inc; 2002.
- Scheffler, Immo E. (2001) Review Article: A Century of Mitochondrial Research: Achievements and Perspectives. Elsevier Science B. V. and Mitochondrial Research Society. (dl November 2000).
- Vladutiu, Georgirene D. „(1997) Advances in Mitochondrial Disease Research”. Exceptional Parent Magazine. 27 (8).
- DiMauro, Salvatore. „(1997) Promising Avenues of Investigation in the Diagnosis and Treatment of Mitochondrial Defects”. Exceptional Parent Magazine. 27 (8).
- University of Texas Medical Branch. TX; December 2003. The Mitochondrial Life Cycle. (dl November 2004).
- The Mitochondrial Research Society. „Mitochondria Means the Most to US”. Архивирано из оригинала 06. 06. 2012. г. Приступљено 27. 05. 2012.; 2004. (dl November 2004).
- Purves W, Sadava D, Orians G, Heller C. Life: The Science of Biology, Sixth Edition. Massachusetts: Sinauer Associates, Inc; 2002.
- Venkatesh S, Deecaraman M, Kumar R, Shamsi MB, Dada R. Role of reactive oxygen species in the pathogenesis of mitochondrial DNA (mtDNA) mutations in male infertility. Venkatesh, S.; Deecaraman, M.; Kumar, R.; Shamsi, M. B.; Dada, R. (2009 Feb). „Role of reactive oxygen species in the pathogenesis of mitochondrial DNA (MtDNA) mutations in male infertility”. Indian J Med Res. 129 (2): 127—37. PMID 19293438. Проверите вредност парамет(а)ра за датум: |date= (помоћ). Review.